# Tenchu: Stealth Assassins
Tenchu: Stealth Assassins (яп. 立体忍者活劇 天誅 Риттай ниндзя кацугэки Тэнтю:, «Небесная кара: Невидимые убийцы») — первая игра в серии Tenchu, а также первый стелс-экшен от третьего лица на консолях. Игра была разработана компанией Acquire и выпущена 26 февраля 1998 года в Японии, Северной Америке 31 августа 1998 года, а также в конце 1998 года в Европе для игровой приставки PlayStation.
Tenchu одна из первых игр, в которой был в полной мере реализован стелс-режим, являющийся неотъемлемой частью мастерства ниндзюцу. Помимо традиционных для подобного формата боевых искусств и сражений, Tenchu: Stealth Assassins включает в себя элементы фэнтези и японской мифологии. В захвате движения для боевых сцен принимали участие мастера боевых искусств Сё Косуги и его сын, Кейн Косуги.

## Игровой процесс
В начале игры игроку предлагается выбор из двух персонажей: ниндзя Рикимару, вооруженным коротким мечом ниндзято, и девушкой-ниндзя по имени Аямэ, которая в качестве оружия использует пару острых кинжалов танто. Выбор персонажа не оказывает существенного влияния на игровой процесс, но различия имеются: Рикимару более сильный персонаж, обладающий большой устойчивостью к повреждениям, но он немного уступает Аямэ в скорости и ловкости, а также выполняет меньше комбинаций при нападении.
Физическая сила главных героев влияет на отношению к игроку некоторых сюжетных персонажей; так, например, лорд Года дает задание на убийство коррумпированного министра, при прохождении этой миссии Рикимару передает ему желание хозяина, и коррупционер делает себе харакири при помощи игрока; если же проходить эту миссию за Аямэ, то министр возмутится тем, что лорд прислал к нему такого слабого наемника и вступит с игроком в бой.
Помимо стандартного вооружения герои могут использовать различные особые средства, свойственные для средневековой Японии: звездочки сюрикэн, шипы, отравленный рис, а также такую экзотику как гранаты, дымовые шашки, или мины. Оба персонажа вооружены особым крюком «кошка», который позволяет им преодолевать различные вертикальные препятствия, будь то крыши зданий, крепостные стены или отвесные скалы и помогает выбираться из ям.

### Инвентарь
Помимо стандартного вооружения, в распоряжении главных героев находятся 20 наименований инвентаря, которые являются вспомогательными. Девять разновидностей предметов присутствуют с начала игры и одиннадцать добавляются в качестве бонусов после успешного прохождения миссий  (англ.).
Стандартный инвентарь
Вещи и приспособления, используемые в качестве вспомогательного вооружения с начала прохождения.
- Кагинава (кошка) - появляется в инвентаре при запуске игры, является обязательным предметом, который невозможно потерять или оставить, необходима для преодоления препятствий и мест, недоступных игроку при помощи простого прыжка.
- Сюрикэн - металлическое метательное оружие в форме звездочки, наносит 20 очков урона противнику. Используется в игре для незаметного устранения сторожевых собак и волков. Появляется в инвентаре при запуске игры вместе с кагинавой. В Британской версии заменена ножом.
- Макибиси - Стальная колючка повреждающая ступни, предназначена для замедления возможных преследователей, наносит незначительный урон.
- Отравленный рис - Отравляющие средство не летального характера, подкладывалось на маршруте движения противников. Враг подбирал приманку,съедал и получал легкое отравление из-за чего терял возможность оценивать обстановку позволяя тем самым шанс скрытно уничтожить его.
- Мина - Незаметно размещалась на пути следования противника. Когда кто то наступал на нее (включая игрока), взрывалась, нанося 40-50 очков урона. Использовалась для сталкивания врага в пропасть.
- Цветной рис - Цветная метка, используемая как ориентир для того, чтобы не заблудиться в пределах уровня. Враги, заметившие ее, начинают подозревать о присутствии игрока.
- Граната - Метательная бомба, которая взрывается при контакте с противником или через некоторое время после броска, наносит около 30 единиц урона на близких расстояниях.
- Дымовая шашка - Подобие слезоточивой бомбы моппан. При соприкосновении с землей выпускает дым, дезориентирующий врагов (не игрока), находящихся на близком расстоянии.
- Зелье здоровья - Полностью восстанавливает жизненные силы персонажа.

## Оценки
| Сводный рейтинг | Сводный рейтинг |
| Агрегатор       | Оценка          |
| --------------- | --------------- |
| GameRankings    | 84,26 %         |